# Gunturmekar
Gunturmekar is een bestuurslaag in het regentschap Sumedang van de provincie West-Java, Indonesië. Gunturmekar telt 2426 inwoners (volkstelling 2010).